# Arthur van Keppel
Arthur van Keppel (8 november 1965 - 10 februari 2007, Den Haag) was een musicus.
Van Keppel groeide op in Den Haag. Van jongs af aan was hij al bezig met muziek. Op latere leeftijd was hij de drummer van onder andere de bands Sister Lovers, Nico C (Living Blues), Yonkers en Chabliz. Hij overleed op 41-jarige leeftijd onverwacht aan een maagbloeding. 
Met Chabliz stond hij regelmatig in het voorprogramma van de Nederlandse band Hallo Venray.